# Adam Dziewoński

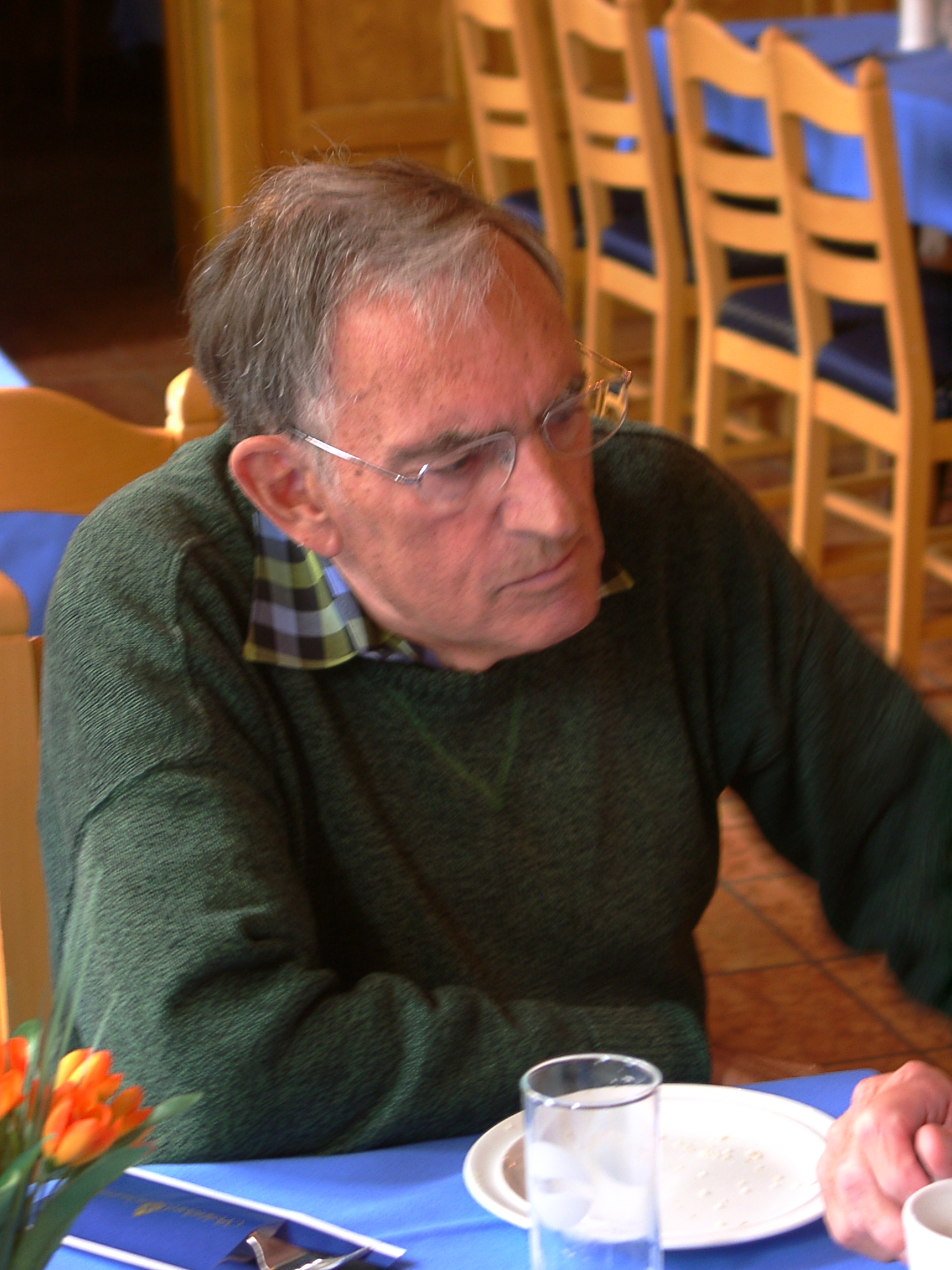
Adam Dziewoński auf einer Tagung auf Schloss Linderhof

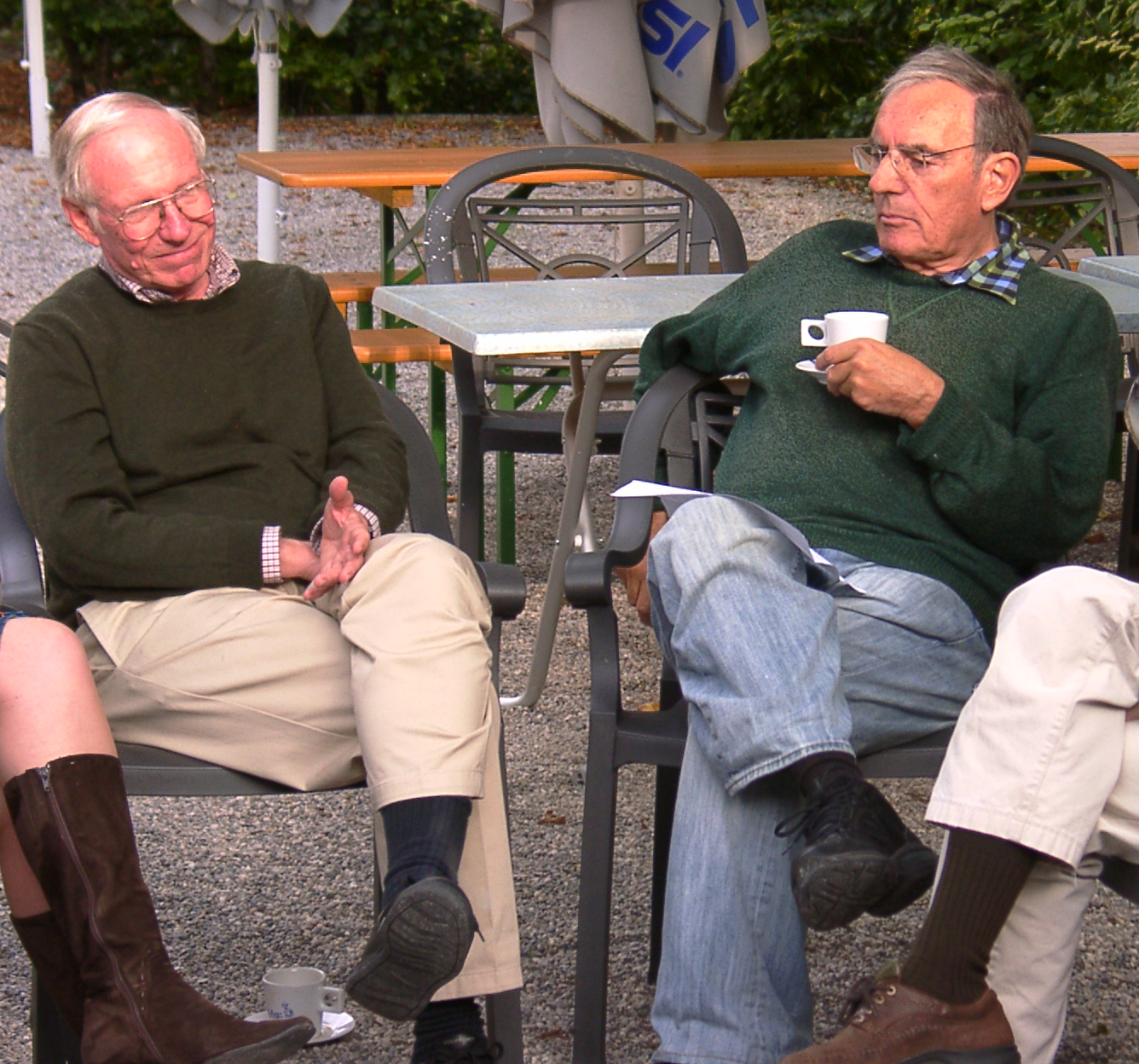
Adam Dziewoński (rechts) mit W. Jason Morgan in Linderhof

Adam Marian Dziewoński (* 15. November 1936 in Lemberg, Polen; † 1. März 2016 in Cambridge (Massachusetts)) war ein polnischer Geophysiker und Seismologe.

## Wissenschaftliche Stationen
Dziewoński wuchs in Polen auf, wo er an der Universität Warschau ein Studium der Geophysik absolvierte, das er 1960 abschloss. Danach wechselte er nach Krakau, wo er 1965 an der Akademia Górniczo-Hutnicza (Akademie des Bergbaus und Hüttenwesens) den Doktortitel der Technischen Wissenschaften erlangte. Anschließend ging Dziewoński in die Vereinigten Staaten, zunächst nach Dallas, später an die Harvard University. Dort war er von 1976 bis 1994 Professor für Geologie im Department of Earth and Planetary Sciences, dessen Vorsitzender er Mitte der 80er Jahre war. Ab 1994 bekleidete Dziewoński die Frank B. Baird, Jr.-Professur im selben Fachbereich.

## Forschungsinhalte
In seiner wissenschaftlichen Laufbahn befasste sich Adam Dziewoński mit dem Inneren Aufbau der Erde und trug mit seinen Forschungsarbeiten wesentlich zum heutigen Verständnis des Erdinneren bei. Eine seiner frühen Leistungen war die Entwicklung des Centroid Moment Tensor Catalog, eines Katalogs, der die Herdmechanismen von größeren Erdbeben zusammenstellt und der zu den weltweit meistbenutzten seismologischen Standardwerken zählt.
Eine der bekanntesten Leistungen Dziewońskis war 1981 die Erstellung des PREM-Erdreferenzmodells zusammen mit Don L. Anderson. Das Modell fasste die Veränderungen seismischer Geschwindigkeiten, der Dichte, des Drucks und anderer Parameter in Abhängigkeit von der Tiefe zusammen, und wird bis in die heutige Zeit verwendet.
Besonderes Augenmerk legte Dziewoński auch auf die Untersuchung von Anisotropie-Effekten in der Seismologie, also die Richtungsabhängigkeit seismischer Geschwindigkeiten. Untersuchungen dieser Art führten in jüngerer Zeit zu neuen Erkenntnissen über die Natur und Entwicklung des inneren Erdkerns.

## Auszeichnungen (Auswahl)
Adam Dziewoński wurde für seine Forschungsarbeit und für seine herausragenden Beiträge zum Verständnis der Erde mit zahlreichen Ehrenmitgliedschaften, Preisen und Auszeichnungen geehrt, z. B.:
- 1988 – Wahl zum Mitglied der American Academy of Arts and Sciences
- 1995 – Wahl zum Mitglied der National Academy of Sciences
- 1998 – Crafoord-Preis der Königlich Schwedischen Akademie der Wissenschaften
- 1999 – Ehrendoktor-Würde der Akademia Górniczo-Hutnicza, Krakau
- 1999 – Gold Medal der Ettore Majorana Center for Scientific Culture
- 2000 – Medaille der Seismological Society of America
- 2002 – William Bowie Medal der American Geophysical Union

## Publikationen
- Don L. Anderson, Adam M. Dziewonski: Seismische Topographie – 3D-Bilder des Erdmantels. In: Spektrum der Wissenschaft  Verständliche Forschung: Die Dynamik der Erde. Spektrum Verlag Heidelberg 1988, Seite 70–79.